# Jacqueline Mikolo
Jacqueline Lydia Mikolo (ur. 1972) – kongijska polityk, minister małych i średnich przedsiębiorstw. Od 2016 do 2021 roku była jest ministrem zdrowia, ds. ludności, ds. promocji kobiet i integracji kobiet na rzecz rozwoju.

## Życiorys
Ukończyła studia na Uniwersytecie Ndżameńskim uzyskując licencjat w dziedzinie nauk o zarządzaniu.

### Kariera polityczna
Od grudnia 1993 do 2014 roku Mikolo pełniła funkcję dyrektora w biurze Wysokiego Komisarza Narodów Zjednoczonych ds. Uchodźców (UNHCR). W latach 2014–2016 była koordynatorką ds. zamówień publicznych przy Department of Major Works. 6 maja 2016 roku została powołana w skład rządu na stanowisko ministra zdrowia i ds. ludności.
Podczas 69. spotkania World Health Assembly przedstawiła kongijski program zdrowotny na lata 2016–2021 zatytułowany La marche vers le développement. W ramach programu rząd miałby zapewnić dostęp do niedrogiej, powszechnej i wysokiej jakościowo opieki zdrowotnej. Planowanych jest kilka etapów programu m.in. ustanowienie powszechnego ubezpieczenia zdrowotnego czy budowa nowych szpitali.
17 września 2019 roku poszerzono jej resort o sprawy dotyczące promocji kobiet oraz integracji kobiet na rzecz rozwoju. 19 września oficjalnie przyjęła stanowisko ministra zdrowia, ds. ludności, ds. promocji kobiet i integracji kobiet na rzecz rozwoju.
Po utworzeniu nowego rządu, przez premiera Anatole Collinet Makosso, 15 maja 2021 roku została powołana na stanowisko ministra małych i średnich przedsiębiorstw, rzemiosła i sektora nieformalnego.

## Odznaczenia i wyróżnienia
- Wielki Oficer Orderu Zasługi (Kongo), 2017[7]
- Honorowy Medal Zdrowia Publicznego (Kongo), 2018[7]